# Bóng đá tại Đại hội Thể thao châu Á 2018 - Đội hình đội tuyển nữ
Dưới đây là một danh sách của các đội hình cho mỗi quốc gia đã thi đấu môn bóng đá nữ tại Đại hội Thể thao châu Á 2018 ở Palembang, Indonesia.

## Bảng A

### Trung Hoa Đài Bắc
Dưới đây là đội hình Trung Hoa Đài Bắc trong giải đấu bóng đá nữ của Đại hội Thể thao châu Á 2018.
Huấn luyện viên trưởng:  Horino Hiroyuki
| Số | VT | Cầu thủ          | Ngày sinh (tuổi)            | Trận | Bàn | Câu lạc bộ          |
| -- | -- | ---------------- | --------------------------- | ---- | --- | ------------------- |
| 1  | TM | Tsai Ming-jung   | 23 tháng 1, 1989 (29 tuổi)  |      |     | Taichung Blue Whale |
| 18 | TM | Chu Fang-yi      | 30 tháng 8, 1989 (28 tuổi)  |      |     | Taipei Play One     |
|    |    |                  |                             |      |     |                     |
| 2  | HV | Lin Kai-ling     | 21 tháng 9, 1991 (26 tuổi)  |      |     | Hualien             |
| 5  | HV | Chen Ya-huei     | 28 tháng 11, 1986 (31 tuổi) |      |     | Hualien             |
| 11 | HV | Lai Li-chin      | 15 tháng 8, 1988 (30 tuổi)  |      |     | Taichung Blue Whale |
| 14 | HV | Kao Pei-ling     | 23 tháng 12, 1996 (21 tuổi) |      |     | Taichung Blue Whale |
| 19 | HV | Su Sin-yun       | 20 tháng 11, 1996 (21 tuổi) |      |     | Hualien             |
|    |    |                  |                             |      |     |                     |
| 3  | TV | Jhuo Li-shan     | 20 tháng 10, 1996 (21 tuổi) |      |     | Hualien             |
| 4  | TV | Michelle Pao     | 1 tháng 9, 1992 (25 tuổi)   |      |     | Taichung Blue Whale |
| 6  | TV | Lin Ya-han       | 15 tháng 12, 1990 (27 tuổi) |      |     | Taipei Play One     |
| 7  | TV | Liu Chien-yun    | 8 tháng 8, 1992 (26 tuổi)   |      |     | Taichung Blue Whale |
| 8  | TV | Wang Hsiang-huei | 28 tháng 9, 1987 (30 tuổi)  |      |     | Beijing Phoenix     |
| 12 | TV | Tsou Hsin-ni     | 11 tháng 1, 1995 (23 tuổi)  |      |     | Taichung Blue Whale |
| 15 | TV | Pan Shin-yu      | 3 tháng 5, 1997 (21 tuổi)   |      |     | Kaohsiung Yangxin   |
| 16 | TV | Chan Pi-han      | 27 tháng 4, 1992 (26 tuổi)  |      |     | Hualien             |
| 20 | TV | Zhuo Li-ping     | 29 tháng 9, 1999 (18 tuổi)  |      |     | Hualien             |
|    |    |                  |                             |      |     |                     |
| 9  | TĐ | Lee Hsiu-chin    | 18 tháng 8, 1992 (25 tuổi)  |      |     | Taichung Blue Whale |
| 10 | TĐ | Yu Hsiu-chin     | 1 tháng 6, 1990 (28 tuổi)   |      |     | Beijing Phoenix     |
| 13 | TĐ | Chen Yen-ping    | 20 tháng 8, 1991 (26 tuổi)  |      |     | Taipei Play One     |
| 17 | TĐ | Ting Chi         | 2 tháng 6, 1995 (23 tuổi)   |      |     | Taipei Play One     |

### Indonesia
Dưới đây là đội hình Indonesia trong giải đấu bóng đá nữ của Đại hội Thể thao châu Á 2018.
Huấn luyện viên trưởng:  Ijatna Satia Bagda
| Số | VT | Cầu thủ              | Ngày sinh (tuổi)            | Trận | Bàn | Câu lạc bộ            |
| -- | -- | -------------------- | --------------------------- | ---- | --- | --------------------- |
| 1  | TM | Norffince Boma       | 26 tháng 4, 1995 (23 tuổi)  |      |     | Galanita Papua        |
| 20 | TM | Vera Lestari         | 17 tháng 1, 1995 (23 tuổi)  |      |     | NPS FC Surabya        |
|    |    |                      |                             |      |     |                       |
| 2  | HV | Safira Kartini       | 21 tháng 4, 2003 (15 tuổi)  |      |     | Galanita Babel        |
| 3  | HV | Vivi Riski           | 7 tháng 3, 1997 (21 tuổi)   |      |     | Galanita Babel        |
| 4  | HV | Ade Mustikiana       | 3 tháng 10, 1999 (18 tuổi)  |      |     | Galanita Babel        |
| 12 | HV | Rizky Amalia Putri   | 4 tháng 5, 2000 (18 tuổi)   |      |     | NPS FC Surabya        |
| 13 | HV | Nurlaili Khomariyah  | 7 tháng 6, 1996 (22 tuổi)   |      |     | NPS FC Surabya        |
| 14 | HV | Rahma Wulan Aprilita | 22 tháng 4, 1996 (22 tuổi)  |      |     | Jaya Kencana Angels   |
| 16 | HV | Jesella Arifya Sari  | 6 tháng 3, 2002 (16 tuổi)   |      |     | Banteng Muda Malang   |
|    |    |                      |                             |      |     |                       |
| 5  | TV | Tia Darti Septiawati | 24 tháng 9, 1993 (24 tuổi)  |      |     | Banteng Muda Malang   |
| 6  | TV | Maulina Novryliani   | 14 tháng 11, 1987 (30 tuổi) |      |     | Kebumen United Angels |
| 7  | TV | Yudith Herlina Sada  | 15 tháng 12, 1990 (27 tuổi) |      |     | Galanita Papua        |
| 8  | TV | Rani Mulyasari       | 4 tháng 3, 1993 (25 tuổi)   |      |     | UPI Bandung           |
| 10 | TV | Dhanielle Daphne     | 20 tháng 4, 2000 (18 tuổi)  |      |     | Galanita Jabar        |
| 11 | TV | Zahra Musdalifah     | 4 tháng 4, 2001 (17 tuổi)   |      |     | Galanita Banten       |
| 15 | TV | Dwie Aprilliani      | 26 tháng 4, 1991 (27 tuổi)  |      |     | Pansa FC Bantul       |
| 17 | TV | Susi Susanti         | 22 tháng 8, 1990 (27 tuổi)  |      |     | Jaya Kencana Angels   |
| 18 | TV | Syenida Meryfandia   | 16 tháng 3, 1996 (22 tuổi)  |      |     | Jaya Kencana Angels   |
|    |    |                      |                             |      |     |                       |
| 9  | TĐ | Mayang Zp            | 16 tháng 7, 1993 (25 tuổi)  |      |     | Selangor              |
| 19 | TĐ | Tugiyati Cindy       | 21 tháng 7, 1985 (33 tuổi)  |      |     | Banteng Muda Malang   |

### Maldives
Dưới đây là đội hình Maldives trong giải đấu bóng đá nữ của Đại hội Thể thao châu Á 2018.
Huấn luyện viên trưởng:  Athif Mohamed
| Số | VT | Cầu thủ              | Ngày sinh (tuổi)            | Trận | Bàn | Câu lạc bộ            |
| -- | -- | -------------------- | --------------------------- | ---- | --- | --------------------- |
| 1  | TM | Aminath Leeza        | 25 tháng 11, 1986 (31 tuổi) |      |     | Police Club           |
| 18 | TM | Aishath Abdul Razzaq | 20 tháng 10, 1980 (37 tuổi) |      |     |                       |
| 22 | TM | Saiga Hussain        | 26 tháng 3, 1993 (25 tuổi)  |      |     | MNDF                  |
|    |    |                      |                             |      |     |                       |
| 2  | HV | Fathimath Zahira     | 31 tháng 3, 1991 (27 tuổi)  |      |     | Police Club           |
| 4  | HV | Aishath Maahin       | 6 tháng 8, 1988 (30 tuổi)   |      |     | Ooredoo Maldives      |
| 6  | HV | Fathimath Afza       | 1 tháng 11, 1988 (29 tuổi)  |      |     | Dhivehi Sifainge Club |
| 15 | HV | Aminath Zaahiya      | 11 tháng 7, 1993 (25 tuổi)  |      |     | Team Fenaka           |
| 17 | HV | Hawwa Haneefa        | 31 tháng 1, 1990 (28 tuổi)  |      |     | WAMCO                 |
| 19 | HV | Sheeneez Mohamed     | 25 tháng 11, 1986 (31 tuổi) |      |     | Police Club           |
| 21 | HV | Sanfa Ibrahim Didi   | 27 tháng 4, 1985 (33 tuổi)  |      |     | Police Club           |
|    |    |                      |                             |      |     |                       |
| 5  | TV | Shiyana Ahmed Zubair | 1 tháng 1, 1988 (30 tuổi)   |      |     | STO                   |
| 7  | TV | Fadhuwa Zahir        | 7 tháng 5, 1986 (32 tuổi)   |      |     | Police Club           |
| 9  | TV | Shahula Thaufeeq     | 8 tháng 12, 1992 (25 tuổi)  |      |     | Team Fenaka           |
| 11 | TV | Aishath Samaa        | 26 tháng 3, 1994 (24 tuổi)  |      |     | New Radiant           |
| 14 | TV | Mariyam Mirfath      | 16 tháng 5, 1985 (33 tuổi)  |      |     | Club Immigration      |
| 24 | TV | Azina Abdul Matheen  | 10 tháng 9, 1991 (26 tuổi)  |      |     | Customs RC            |
|    |    |                      |                             |      |     |                       |
| 8  | TĐ | Mariyam Rifa         | 29 tháng 8, 1992 (25 tuổi)  |      |     | MPL                   |
| 10 | TĐ | Aminath Shamila      | 14 tháng 5, 1993 (25 tuổi)  |      |     | MPL                   |
| 12 | TĐ | Mariyam Nishfa Faid  | 8 tháng 3, 2002 (16 tuổi)   |      |     |                       |
| 13 | TĐ | Safiyya Rafa         | 9 tháng 4, 1998 (20 tuổi)   |      |     | WAMCO                 |

### Hàn Quốc
Dưới đây là đội hình Hàn Quốc trong giải đấu bóng đá nữ của Đại hội Thể thao châu Á 2018. Đội tuyển này có 20 cầu thủ đã được đặt tên chính thức vào ngày 19 tháng 7.
Huấn luyện viên trưởng:  Yoon Deok-yeo
| Số | VT | Cầu thủ         | Ngày sinh (tuổi)            | Trận | Bàn | Câu lạc bộ                       |
| -- | -- | --------------- | --------------------------- | ---- | --- | -------------------------------- |
| 1  | TM | Yoon Young-geul | 28 tháng 10, 1987 (30 tuổi) | 9    | 0   | Gyeongju KHNP                    |
| 18 | TM | Jung Bo-ram     | 22 tháng 7, 1991 (27 tuổi)  | 2    | 0   | Hwacheon KSPO                    |
|    |    |                 |                             |      |     |                                  |
| 2  | HV | Jang Sel-gi     | 31 tháng 5, 1994 (24 tuổi)  | 42   | 9   | Incheon Hyundai Steel Red Angels |
| 3  | HV | Shin Dam-yeong  | 2 tháng 10, 1993 (24 tuổi)  | 28   | 1   | Suwon FMC                        |
| 4  | HV | Shim Seo-yeon   | 15 tháng 4, 1989 (29 tuổi)  | 54   | 0   | Incheon Hyundai Steel Red Angels |
| 5  | HV | Hong Hye-ji     | 25 tháng 8, 1996 (21 tuổi)  | 11   | 1   | Changnyeong                      |
| 6  | HV | Lim Seon-joo    | 27 tháng 11, 1990 (27 tuổi) | 65   | 4   | Incheon Hyundai Steel Red Angels |
| 19 | HV | Lee Eun-mi      | 18 tháng 8, 1988 (29 tuổi)  | 79   | 13  | Suwon FMC                        |
| 20 | HV | Kim Hye-ri      | 25 tháng 6, 1990 (28 tuổi)  | 73   | 1   | Incheon Hyundai Steel Red Angels |
|    |    |                 |                             |      |     |                                  |
| 7  | TV | Lee Min-a       | 8 tháng 11, 1991 (26 tuổi)  | 45   | 11  | INAC Kobe Leonessa               |
| 8  | TV | Cho So-hyun     | 24 tháng 6, 1988 (30 tuổi)  | 112  | 20  | Avaldsnes IL                     |
| 10 | TV | Ji So-yun       | 21 tháng 2, 1991 (27 tuổi)  | 103  | 45  | Chelsea                          |
| 12 | TV | Moon Mi-ra      | 28 tháng 2, 1992 (26 tuổi)  | 11   | 3   | Suwon FMC                        |
| 15 | TV | Jang Chang      | 21 tháng 6, 1996 (22 tuổi)  | 7    | 0   | Đại học Cao Ly                   |
|    |    |                 |                             |      |     |                                  |
| 9  | TĐ | Jeon Ga-eul     | 14 tháng 9, 1988 (29 tuổi)  | 91   | 35  | Hwacheon KSPO                    |
| 11 | TĐ | Lee Geum-min    | 7 tháng 4, 1994 (24 tuổi)   | 37   | 12  | Gyeongju KHNP                    |
| 13 | TĐ | Han Chae-rin    | 2 tháng 9, 1996 (21 tuổi)   | 11   | 3   | Incheon Hyundai Steel Red Angels |
| 14 | TĐ | Choe Yu-ri      | 16 tháng 9, 1994 (23 tuổi)  | 23   | 4   | Gumi Sportstoto                  |
| 16 | TĐ | Son Hwa-yeon    | 15 tháng 3, 1997 (21 tuổi)  | 8    | 2   | Changnyeong                      |
| 17 | TĐ | Lee Hyun-young  | 16 tháng 2, 1991 (27 tuổi)  | 14   | 5   | Suwon FMC                        |

## Bảng B

### Trung Quốc
Dưới đây là đội hình Trung Quốc trong giải đấu bóng đá nữ của Đại hội Thể thao châu Á 2018. Đội tuyển này có 20 cầu thủ đã được đặt tên chính thức vào ngày 10 tháng 8.
Huấn luyện viên trưởng:  Giả Tú Toàn
| 1  | TM | Zhao Lina              | 18 tháng 9, 1991 (26 tuổi)  | Shanghai            |  |  |
| 19 | TM | Bi Xiaolin             | 18 tháng 9, 1989 (28 tuổi)  | Dalian Quanjian     |  |  |
|    |    |                        |                             |                     |  |  |
| 2  | HV | Han Peng               | 20 tháng 12, 1989 (28 tuổi) | Changchun           |  |  |
| 3  | HV | Huang Yini             | 20 tháng 1, 1993 (25 tuổi)  | Shanghai            |  |  |
| 4  | HV | Lou Jiahui             | 26 tháng 5, 1991 (27 tuổi)  | Henan Huishang      |  |  |
| 5  | HV | Wu Haiyan (đội trưởng) | 26 tháng 2, 1993 (25 tuổi)  | Wuhan               |  |  |
| 6  | HV | Lin Yuping             | 28 tháng 2, 1992 (26 tuổi)  | Wuhan               |  |  |
| 8  | HV | Li Jiayue              | 8 tháng 6, 1990 (28 tuổi)   | Shanghai            |  |  |
| 14 | HV | Zhao Rong              | 2 tháng 8, 1991 (27 tuổi)   | Beijing Phoenix     |  |  |
| 18 | HV | Li Mengwen             | 28 tháng 3, 1995 (23 tuổi)  | Jiangsu Suning      |  |  |
|    |    |                        |                             |                     |  |  |
| 7  | TV | Wang Shuang            | 23 tháng 1, 1995 (23 tuổi)  | Paris Saint-Germain |  |  |
| 9  | TV | Ren Guixin             | 19 tháng 12, 1988 (29 tuổi) | Changchun           |  |  |
| 12 | TV | Wang Yan               | 22 tháng 8, 1991 (26 tuổi)  | Dalian Quanjian     |  |  |
| 13 | TV | Li Tingting            | 3 tháng 4, 1995 (23 tuổi)   | Shandong            |  |  |
| 16 | TV | Yang Lina              | 13 tháng 4, 1994 (24 tuổi)  | Shanghai            |  |  |
| 17 | TV | Gu Yasha               | 28 tháng 11, 1990 (27 tuổi) | Beijing Phoenix     |  |  |
| 20 | TV | Zhang Rui              | 17 tháng 1, 1989 (29 tuổi)  | Changchun           |  |  |
|    |    |                        |                             |                     |  |  |
| 10 | TĐ | Li Ying                | 7 tháng 1, 1993 (25 tuổi)   | Shandong            |  |  |
| 11 | TĐ | Wang Shanshan          | 27 tháng 1, 1990 (28 tuổi)  | Dalian Quanjian     |  |  |
| 15 | TĐ | Xiao Yuyi              | 10 tháng 1, 1996 (22 tuổi)  | Shanghai            |  |  |

### Hồng Kông
Dưới đây là đội hình Hồng Kông trong giải đấu bóng đá nữ của Đại hội Thể thao châu Á 2018.
Huấn luyện viên trưởng:  José Ricardo Rambo
| Số | VT | Cầu thủ                    | Ngày sinh (tuổi)            | Trận | Bàn | Câu lạc bộ    |
| -- | -- | -------------------------- | --------------------------- | ---- | --- | ------------- |
| 1  | TM | Leung Wai Nga              | 24 tháng 8, 1988 (29 tuổi)  |      |     | Kiệt Chí      |
| 18 | TM | Ng Cheuk Wai               | 19 tháng 3, 1997 (21 tuổi)  |      |     | Happy Valley  |
|    |    |                            |                             |      |     |               |
| 2  | HV | Chung Pui Ki               | 2 tháng 2, 1998 (20 tuổi)   |      |     | Kiệt Chí      |
| 3  | HV | Chu Ling Ling              | 15 tháng 2, 1987 (31 tuổi)  |      |     | Citizen       |
| 10 | HV | Sin Chung Yee              | 8 tháng 8, 1992 (26 tuổi)   |      |     | Happy Valley  |
| 13 | HV | Ma Chak Shun               | 2 tháng 3, 1996 (22 tuổi)   |      |     | Happy Valley  |
| 16 | HV | Wong So Han                | 26 tháng 11, 1991 (26 tuổi) |      |     | Happy Valley  |
| 17 | HV | Kwok Ching Man             | 7 tháng 6, 1993 (25 tuổi)   |      |     | Citizen       |
| 21 | HV | Mak Ho Yi Lydia            |                             |      |     | Đại Phố       |
|    |    |                            |                             |      |     |               |
| 4  | TV | Yiu Hei Man                | 22 tháng 9, 1990 (27 tuổi)  |      |     | Happy Valley  |
| 5  | TV | Lau Yui Ching              | 15 tháng 8, 1994 (24 tuổi)  |      |     | Lung Moon     |
| 6  | TV | Chan Wing Sze (đội trưởng) | 11 tháng 9, 1983 (34 tuổi)  |      |     | Citizen       |
| 8  | TV | Cham Ching Man             | 1 tháng 5, 1996 (22 tuổi)   |      |     | Happy Valley  |
| 9  | TV | Wai Yuen Ting              | 15 tháng 10, 1992 (25 tuổi) |      |     | Citizen       |
| 11 | TV | Chun Ching Hang            | 16 tháng 7, 1989 (29 tuổi)  |      |     | Lung Moon     |
| 14 | TV | Lee Wing Yan               | 28 tháng 4, 1997 (21 tuổi)  |      |     | Happy Valley  |
|    |    |                            |                             |      |     |               |
| 7  | TĐ | Cheung Wai Ki              | 22 tháng 11, 1990 (27 tuổi) |      |     | Brisbane Roar |
| 12 | TĐ | Fung Nga Kei Kay           | 8 tháng 11, 1988 (29 tuổi)  |      |     | Citizen       |
| 15 | TĐ | Yuen Hoi Dik Heidi         | 22 tháng 8, 1992 (25 tuổi)  |      |     | Citizen       |
| 23 | TĐ | Ho Mui Mei                 | 15 tháng 3, 1993 (25 tuổi)  |      |     | Citizen       |

### Bắc Triều Tiên
Dưới đây là đội hình Bắc Triều Tiên trong giải đấu bóng đá nữ của Đại hội Thể thao châu Á 2018.
Huấn luyện viên trưởng:  Kim Kwang-min
| Số | VT | Cầu thủ        | Ngày sinh (tuổi)            | Trận | Bàn | Câu lạc bộ     |
| -- | -- | -------------- | --------------------------- | ---- | --- | -------------- |
| 1  | TM | Paek Yong-hui  | 16 tháng 4, 1990 (28 tuổi)  |      |     | Pyongyang City |
| 18 | TM | Kim Myong-sun  | 6 tháng 3, 1997 (21 tuổi)   |      |     | Sobaeksu       |
| 19 | TM | Choe Kyong-im  | 15 tháng 7, 1993 (25 tuổi)  |      |     |                |
|    |    |                |                             |      |     |                |
| 2  | HV | Ri Un-yong     | 1 tháng 9, 1996 (21 tuổi)   |      |     | Sobaeksu       |
| 3  | HV | Pak Hye-gyong  | 7 tháng 11, 2001 (16 tuổi)  |      |     | April 25       |
| 4  | HV | Ri Kyong-hyang | 10 tháng 6, 1996 (22 tuổi)  |      |     | April 25       |
| 5  | HV | Wi Jong-sim    | 13 tháng 10, 1997 (20 tuổi) |      |     | Kalmaegi       |
| 15 | HV | Kim Nam-hui    | 4 tháng 3, 1994 (24 tuổi)   |      |     | April 25       |
| 16 | HV | Kim Un-ha      | 23 tháng 3, 1993 (25 tuổi)  |      |     | Sobaeksu       |
| 17 | HV | Son Ok-ju      | 7 tháng 3, 2000 (18 tuổi)   |      |     | Rimyongsu      |
|    |    |                |                             |      |     |                |
| 6  | TV | Ju Hyo-sim     | 21 tháng 6, 1998 (20 tuổi)  |      |     | April 25       |
| 7  | TV | Kim Un-hwa     | 30 tháng 9, 1992 (25 tuổi)  |      |     | Wolmido        |
| 8  | TV | Yu Jong-im     | 6 tháng 12, 1993 (24 tuổi)  |      |     | Amrokkang      |
| 10 | TV | Rim Se-ok      | 13 tháng 1, 1994 (24 tuổi)  |      |     |                |
| 13 | TV | Kim Phyong-hwa | 28 tháng 11, 1996 (21 tuổi) |      |     | Sobaeksu       |
| 14 | TV | Ri Hyang-sim   | 23 tháng 3, 1996 (22 tuổi)  |      |     | Amrokkang      |
|    |    |                |                             |      |     |                |
| 9  | TĐ | Jang Hyon-sun  | 1 tháng 7, 1991 (27 tuổi)   |      |     | Wolmido        |
| 11 | TĐ | Sung Hyang-sim | 2 tháng 12, 1999 (18 tuổi)  |      |     | Pyongyang City |
| 12 | TĐ | Kim Yun-mi     | 1 tháng 7, 1993 (25 tuổi)   |      |     | Amrokkang      |
| 20 | TĐ | Ri Hae-yon     | 10 tháng 1, 1999 (19 tuổi)  |      |     | April 25       |

### Tajikistan
Dưới đây là đội hình Tajikistan trong giải đấu bóng đá nữ của Đại hội Thể thao châu Á 2018. Đội tuyển này có 18 cầu thủ đã được đặt tên chính thức vào ngày 13 tháng 8.
Huấn luyện viên trưởng:  Kanoat Latipov
| 1  | TM | Saiyora Saidova        | 1 tháng 2, 1998 (20 tuổi)   | Zeboniso Dushanbe      |  |  |
| 16 | TM | Adolatkhon Komilova    | 19 tháng 11, 1997 (20 tuổi) | Khatlon Bokhtar        |  |  |
| 23 | TM | Azimzoda Shukronai     | 29 tháng 12, 2002 (15 tuổi) | Barh Nurak             |  |  |
|    |    |                        |                             |                        |  |  |
| 2  | HV | Sakhina Saidova        | 16 tháng 12, 1999 (18 tuổi) | Khatlon Bokhtar        |  |  |
| 5  | HV | Nasiba Olimova         | 14 tháng 1, 1999 (19 tuổi)  | Barh Nurak             |  |  |
| 9  | HV | Marjona Fayzulloeva    | 4 tháng 9, 2000 (17 tuổi)   | Zeboniso Dushanbe      |  |  |
| 12 | HV | Shakhnoza Boboeva      | 6 tháng 1, 2000 (18 tuổi)   | Khatlon Bokhtar        |  |  |
| 14 | HV | Nodira Mirzoeva        | 4 tháng 10, 1994 (23 tuổi)  | Regar-TadAZ Tursunzoda |  |  |
| 18 | HV | Shukrona Khojaeva      | 11 tháng 9, 2002 (15 tuổi)  | Zeboniso Dushanbe      |  |  |
| 21 | HV | Jumakhon Shukronai     | 4 tháng 4, 1999 (19 tuổi)   | Swallow Dushanbe       |  |  |
|    |    |                        |                             |                        |  |  |
| 4  | TV | Natalia Sotnikova      | 2 tháng 7, 1994 (24 tuổi)   | Swallow Dushanbe       |  |  |
| 13 | TV | Mavjuda Safarova       | 7 tháng 5, 1999 (19 tuổi)   | Khatlon Bokhtar        |  |  |
| 17 | TV | Munisa Mirzoeva        | 15 tháng 12, 2000 (17 tuổi) | Regar-TadAZ Tursunzoda |  |  |
| 19 | TV | Sayramjon Kholnazarova | 27 tháng 8, 1999 (18 tuổi)  | Khatlon Bokhtar        |  |  |
| 20 | TV | Laylo Khalimova        | 16 tháng 11, 1997 (20 tuổi) | Khatlon Bokhtar        |  |  |
|    |    |                        |                             |                        |  |  |
| 6  | TĐ | Zulaikho Safarova      | 21 tháng 7, 2000 (18 tuổi)  | Regar-TadAZ Tursunzoda |  |  |
| 8  | TĐ | Madina Fozilova        | 1 tháng 5, 1996 (22 tuổi)   | Zeboniso Dushanbe      |  |  |
| 15 | TĐ | Nekubakht Khudododova  | 23 tháng 2, 2002 (16 tuổi)  | Zeboniso Dushanbe      |  |  |

## Bảng C

### Nhật Bản
Dưới đây là đội hình Nhật Bản trong giải đấu bóng đá nữ của Đại hội Thể thao châu Á 2018.
Huấn luyện viên trưởng:  Takakura Asako
| Số | VT | Cầu thủ         | Ngày sinh (tuổi)            | Trận | Bàn | Câu lạc bộ                        |
| -- | -- | --------------- | --------------------------- | ---- | --- | --------------------------------- |
| 1  | TM | Ikeda Sakiko    | 8 tháng 9, 1992 (25 tuổi)   | 13   | 0   | Urawa Red Diamonds                |
| 18 | TM | Yamashita Ayaka | 29 tháng 9, 1995 (22 tuổi)  | 20   | 0   | NTV Beleza                        |
|    |    |                 |                             |      |     |                                   |
| 2  | HV | Shimizu Risa    | 15 tháng 6, 1996 (22 tuổi)  | 13   | 0   | NTV Beleza                        |
| 3  | HV | Sameshima Aya   | 16 tháng 6, 1987 (31 tuổi)  | 96   | 5   | INAC Kobe Leonessa                |
| 4  | HV | Miyake Shiori   | 13 tháng 10, 1995 (22 tuổi) | 12   | 0   | INAC Kobe Leonessa                |
| 5  | HV | Takagi Hikari   | 21 tháng 5, 1993 (25 tuổi)  | 18   | 1   | Nojima Stella Kanagawa Sagamihara |
| 6  | HV | Ariyoshi Saori  | 1 tháng 11, 1987 (30 tuổi)  | 58   | 1   | NTV Beleza                        |
| 17 | HV | Kunitake Aimi   | 10 tháng 1, 1997 (21 tuổi)  | 1    | 0   | Nojima Stella Kanagawa Sagamihara |
|    |    |                 |                             |      |     |                                   |
| 7  | TV | Nakajima Emi    | 27 tháng 9, 1990 (27 tuổi)  | 59   | 12  | INAC Kobe Leonessa                |
| 10 | TV | Momiki Yuka     | 9 tháng 4, 1996 (22 tuổi)   | 15   | 3   | NTV Beleza                        |
| 12 | TV | Masuya Rika     | 14 tháng 9, 1995 (22 tuổi)  | 25   | 5   | INAC Kobe Leonessa                |
| 13 | TV | Nakasato Yu     | 14 tháng 7, 1994 (24 tuổi)  | 18   | 0   | NTV Beleza                        |
| 14 | TV | Hasegawa Yui    | 29 tháng 1, 1997 (21 tuổi)  | 25   | 3   | NTV Beleza                        |
| 15 | TV | Sakaguchi Moeno | 4 tháng 6, 1992 (26 tuổi)   | 4    | 1   | Albirex Niigata                   |
| 16 | TV | Sumida Rin      | 12 tháng 1, 1996 (22 tuổi)  | 17   | 0   | NTV Beleza                        |
|    |    |                 |                             |      |     |                                   |
| 8  | TĐ | Iwabuchi Mana   | 18 tháng 3, 1993 (25 tuổi)  | 56   | 16  | INAC Kobe Leonessa                |
| 9  | TĐ | Sugasawa Yuika  | 5 tháng 10, 1990 (27 tuổi)  | 54   | 13  | Urawa Red Diamonds                |
| 11 | TĐ | Tanaka Mina     | 28 tháng 4, 1994 (24 tuổi)  | 30   | 12  | NTV Beleza                        |

### Thái Lan
Dưới đây là đội hình Thái Lan trong giải đấu bóng đá nữ của Đại hội Thể thao châu Á 2018. Đội tuyển này có 20 cầu thủ đã được đặt tên chính thức vào ngày 13 tháng 8.
Huấn luyện viên trưởng:  Nuengrutai Srathongvian
| 18 | TM | Sukanya Chor Charoenying | 24 tháng 11, 1987 (30 tuổi) | Chonburi                |  |  |
| 22 | TM | Nattaruja Muthanawech    | 21 tháng 8, 1996 (21 tuổi)  | BG–CAS                  |  |  |
|    |    |                          |                             |                         |  |  |
| 2  | HV | Kanchanaporn Saenkhun    | 18 tháng 7, 1996 (22 tuổi)  | BG–CAS                  |  |  |
| 3  | HV | Natthakarn Chinwong      | 15 tháng 3, 1992 (26 tuổi)  | Chonburi                |  |  |
| 4  | HV | Duangnapa Sritala        | 4 tháng 2, 1986 (32 tuổi)   | Royal Thai Airforce     |  |  |
| 5  | HV | Ainon Phancha            | 26 tháng 1, 1992 (26 tuổi)  | Chonburi                |  |  |
| 9  | HV | Warunee Phetwiset        | 13 tháng 12, 1990 (27 tuổi) | Chonburi                |  |  |
| 10 | HV | Sunisa Srangthaisong     | 6 tháng 5, 1988 (29 tuổi)   | BTU                     |  |  |
|    |    |                          |                             |                         |  |  |
| 6  | TV | Pikul Khueanpet          | 20 tháng 9, 1988 (29 tuổi)  | BG–CAS                  |  |  |
| 7  | TV | Silawan Intamee          | 22 tháng 1, 1994 (24 tuổi)  | Chonburi                |  |  |
| 11 | TV | Alisa Rukpinij           | 2 tháng 2, 1995 (23 tuổi)   | Chonburi                |  |  |
| 12 | TV | Rattikan Thongsombut     | 7 tháng 7, 1991 (26 tuổi)   | BG–CAS                  |  |  |
| 13 | TV | Orathai Srimanee         | 12 tháng 6, 1988 (29 tuổi)  | BG–CAS                  |  |  |
| 15 | TV | Nipawan Panyosuk         | 15 tháng 3, 1995 (23 tuổi)  | Chonburi                |  |  |
| 19 | TV | Pitsamai Sornsai         | 19 tháng 1, 1989 (29 tuổi)  | Chonburi                |  |  |
| 20 | TV | Wilaiporn Boothduang     | 25 tháng 6, 1987 (30 tuổi)  | Royal Thai Airforce     |  |  |
| 21 | TV | Kanjana Sungngoen        | 21 tháng 9, 1986 (31 tuổi)  | Chonburi                |  |  |
| 25 | TV | Sudarat Chuchuen         | 19 tháng 6, 1997 (21 tuổi)  | BTU                     |  |  |
|    |    |                          |                             |                         |  |  |
| 8  | TĐ | Suchawadee Nildhamrong   | 1 tháng 4, 1997 (21 tuổi)   | California Golden Bears |  |  |
| 17 | TĐ | Taneekarn Dangda         | 15 tháng 12, 1992 (25 tuổi) | Chonburi                |  |  |

### Việt Nam
Dưới đây là đội hình Việt Nam trong giải đấu bóng đá nữ của Đại hội Thể thao châu Á 2018. Đội tuyển này có 20 cầu thủ đã được đặt tên chính thức vào ngày 11 tháng 8.
Huấn luyện viên trưởng:  Mai Đức Chung
| 1  | TM | Trần Thị Hải Yến      | 18 tháng 9, 1993 (24 tuổi)  | Hà Nam                |  |  |
| 14 | TM | Trần Thị Kim Thanh    | 18 tháng 9, 1993 (24 tuổi)  | Thành phố Hồ Chí Minh |  |  |
| 22 | TM | Khổng Thị Hằng        | 10 tháng 10, 1993 (24 tuổi) | Than Khoáng Sản       |  |  |
|    |    |                       |                             |                       |  |  |
| 2  | HV | Trần Thị Hồng Nhung   | 28 tháng 10, 1992 (25 tuổi) | Hà Nam                |  |  |
| 3  | HV | Chương Thị Kiều       | 19 tháng 8, 1995 (22 tuổi)  | Thành phố Hồ Chí Minh |  |  |
| 4  | HV | Nguyễn Thanh Huyền    | 12 tháng 8, 1996 (22 tuổi)  | Hà Nội                |  |  |
| 5  | HV | Bùi Thanh Thuý        | 17 tháng 7, 1998 (20 tuổi)  | Than Khoáng Sản       |  |  |
| 6  | HV | Bùi Thúy An           | 5 tháng 10, 1990 (27 tuổi)  | Hà Nội                |  |  |
| 13 | HV | Nguyễn Thị Mỹ Anh     | 27 tháng 11, 1994 (23 tuổi) | Thành phố Hồ Chí Minh |  |  |
| 15 | HV | Phạm Thị Tươi         | 26 tháng 6, 1993 (25 tuổi)  | Hà Nam                |  |  |
|    |    |                       |                             |                       |  |  |
| 7  | TV | Nguyễn Thị Tuyết Dung | 13 tháng 12, 1993 (24 tuổi) | Hà Nam                |  |  |
| 8  | TV | Nguyễn Thị Liễu       | 18 tháng 9, 1992 (25 tuổi)  | Hà Nam                |  |  |
| 11 | TV | Thái Thị Thảo         | 12 tháng 2, 1995 (23 tuổi)  | Hà Nội                |  |  |
| 17 | TV | Đinh Thị Thuỳ Dung    | 25 tháng 8, 1998 (19 tuổi)  | Than Khoáng Sản       |  |  |
| 18 | TV | Nguyễn Thị Vạn        | 10 tháng 1, 1997 (21 tuổi)  | Than Khoáng Sản       |  |  |
| 20 | TV | Hà Thị Nhài           | 15 tháng 3, 1998 (20 tuổi)  | Than Khoáng Sản       |  |  |
| 23 | TV | Phạm Hoàng Quỳnh      | 20 tháng 9, 1992 (25 tuổi)  | Than Khoáng Sản       |  |  |
|    |    |                       |                             |                       |  |  |
| 9  | TĐ | Huỳnh Như             | 28 tháng 11, 1991 (26 tuổi) | Thành phố Hồ Chí Minh |  |  |
| 12 | TĐ | Phạm Hải Yến          | 9 tháng 11, 1994 (23 tuổi)  | Hà Nội                |  |  |
| 21 | TĐ | Nguyễn Thị Thúy Hằng  | 19 tháng 11, 1997 (20 tuổi) | Than Khoáng Sản       |  |  |